# 楊大章 (明朝)
楊大章（1491年—1568年），字章之，號東橋，浙江餘姚縣人。明朝政治人物。

## 生平
正德十四年（1519年）己卯科浙江乡试第十九名举人，嘉靖二年（1523年）癸未科会试第一百四十名，廷试三甲一百六十五名進士，歷官瀏陽、歙縣知縣，升南京工部主事，改兵部职方司主事，擢工部营缮司员外郎，旋丁母史太安人憂，服阕，除補兵部武库司员外郎，升武选司郎中，擢山东按察司副使、霸州兵备，二十四年（1545年）三月因兵部伪造黄册案被贬官为江西布政司经历。
後历任袁州府同知、福建按察司佥事、湖广布政司右参议、荆州兵备副使，轉本省右参政，三十一年（1552年）十月升南京鸿胪寺卿，三十三年十二月升南京光禄寺卿，三十五年五月升南京工部右侍郎，三十六年六月累官至刑部左侍郎。楊大章為大學士李本幼年業師，後來因此升遷。三十八年嘉靖皇帝怀疑他假装生病，派锦衣卫和太医查验，最后让他离职养病。
嘉靖三十八年（1559年）四月十六日以病去。隆慶二年（1568年）病卒。

## 家族
曾祖杨宜振，贈工部主事。祖父杨荣，工部郎中。父杨策，训导，贈刑部主事。母史氏，左都御史一拙公之女。重庆下。弟大韶、大夏。